# プレストン・タッカー (野球)
プレストン・マイケル・タッカー（Preston Micheal Tucker, 1990年7月6日 - ）は、 アメリカ合衆国フロリダ州タンパ出身のプロ野球選手（内野手）。左投左打。
実弟は同じくプロ野球選手（外野手）のカイル・タッカー。

## 経歴

### プロ入り前
2011年のMLBドラフト16巡目（全体498位）でコロラド・ロッキーズから指名されたが、この時は入団しなかった。

### プロ入りとアストロズ時代
2012年のMLBドラフト7巡目（全体219位）でヒューストン・アストロズから指名され、プロ入り。契約後、傘下のA-級トリシティ・バレーキャッツでプロデビューし、42試合に出場して打率.321、8本塁打、38打点、1盗塁を記録した。
2013年はA+級ランカスター・ジェットホークスとAA級コーパスクリスティ・フックスでプレーし、2球団合計で135試合に出場して打率.297、25本塁打、103打点、3盗塁を記録した。
2014年はAA級コーパスクリスティとAAA級オクラホマシティ・レッドホークスでプレーし、2球団合計で138試合に出場して打率.282、24本塁打、94打点、5盗塁を記録した。
2015年はAAA級フレズノ・グリズリーズで開幕を迎え、5月7日にメジャー契約を結んでアクティ・ロースター入りした。同日のロサンゼルス・エンゼルス・オブ・アナハイム戦でメジャーデビュー。21日のデトロイト・タイガース戦ではメジャー初本塁打を放った。以後、左翼手のレギュラー格として起用され、最終的には98試合に出場し、打率.243、19二塁打、13本塁打を放った。
2016年は48試合に出場し、打率.164、4本塁打、8打点だった。
2017年はメジャー出場は無く、一年間AAA級フレズノでプレーした。オフの12月15日にヘクター・ロンドンとのメジャー契約に伴い、DFAとなった。

### ブレーブス時代
2017年12月20日に後日発表選手とのトレードで、アトランタ・ブレーブスへ移籍した。

### レッズ時代
2018年7月31日にアダム・デュバルとのトレードで、マット・ウィスラー、ルーカス・シムズと共にシンシナティ・レッズへ移籍した。

### ブレーブス復帰
2018年9月2日に金銭トレードで、ブレーブスへ移籍した。オフの10月31日に40人枠外となり、11月2日にFAとなった。

### ホワイトソックス傘下時代
2019年2月23日にシカゴ・ホワイトソックスとマイナー契約を結び、スプリングトレーニングに招待選手として参加することになった。

### 起亜時代
2019年5月17日、不振により退団したジェレミー・ヘイゼルベイカーの代役として、韓国プロ野球の起亜タイガースと正式契約を結んだことが発表された。登録名はトッコー（터커）。2019年は95試合に出場して打率.311、9本塁打、50打点の成績を残した。
2020年は142試合に出場して打率.306、32本塁打、113打点、100得点の成績を残し、起亜の外国人打者として史上初めて「30本塁打、100打点、100得点」の記録を達成した。オフに年俸70万ドル、再契約金35万ドルで翌年の契約を更新した。
2021年は、一塁手へのコンバートの失敗などをきっかけとして調子を落とし、127試合に出場して打率.237、9本塁打、59打点に終わった。11月30日に発表された保留選手名簿に記載されず、退団が決まった。

### ブレーブス傘下時代
2022年4月9日にアトランタ・ブレーブスとマイナー契約を結んだ。オフの11月10日にFAとなった。

### パドレス傘下時代
2022年12月9日にサンディエゴ・パドレスとマイナー契約を結んだ。

## 詳細情報

### 年度別打撃成績
| 年 度    | 球 団    | 試 合 | 打 席 | 打 数 | 得 点 | 安 打 | 二 塁 打 | 三 塁 打 | 本 塁 打 | 塁 打 | 打 点 | 盗 塁 | 盗 塁 死 | 犠 打 | 犠 飛 | 四 球 | 敬 遠 | 死 球 | 三 振 | 併 殺 打 | 打 率 | 出 塁 率 | 長 打 率 | O P S |
| -------- | -------- | ----- | ----- | ----- | ----- | ----- | -------- | -------- | -------- | ----- | ----- | ----- | -------- | ----- | ----- | ----- | ----- | ----- | ----- | -------- | ----- | -------- | -------- | ----- |
| 2015     | HOU      | 98    | 323   | 300   | 35    | 73    | 19       | 0        | 13       | 131   | 33    | 0     | 2        | 0     | 0     | 20    | 0     | 3     | 68    | 3        | .243  | .297     | .437     | .734  |
| 2016     | HOU      | 48    | 144   | 134   | 11    | 22    | 8        | 1        | 4        | 44    | 8     | 0     | 0        | 0     | 0     | 8     | 0     | 2     | 40    | 2        | .164  | .222     | .328     | .551  |
| 2018     | CIN      | 17    | 42    | 37    | 4     | 7     | 1        | 0        | 2        | 14    | 5     | 0     | 0        | 0     | 0     | 4     | 0     | 1     | 9     | 0        | .189  | .286     | .378     | .664  |
| 2018     | ATL      | 80    | 142   | 129   | 15    | 31    | 10       | 0        | 4        | 53    | 22    | 0     | 0        | 0     | 1     | 9     | 0     | 3     | 34    | 2        | .240  | .303     | .411     | .714  |
| '18計    | ATL      | 97    | 184   | 166   | 19    | 38    | 11       | 0        | 6        | 67    | 27    | 0     | 0        | 0     | 1     | 13    | 0     | 4     | 43    | 2        | .229  | .299     | .404     | .703  |
| 2019     | 起亜     | 95    | 399   | 357   | 50    | 111   | 33       | 0        | 9        | 171   | 50    | 0     | 0        | 0     | 1     | 38    | 0     | 3     | 44    | 12       | .311  | .381     | .479     | .860  |
| 2020     | 起亜     | 142   | 631   | 542   | 100   | 166   | 40       | 0        | 32       | 302   | 113   | 0     | 2        | 0     | 4     | 76    | 3     | 9     | 67    | 12       | .306  | .398     | .557     | .955  |
| 2021     | 起亜     | 127   | 539   | 468   | 42    | 111   | 24       | 1        | 9        | 164   | 59    | 0     | 0        | 0     | 2     | 61    | 1     | 8     | 66    | 12       | .237  | .334     | .350     | .684  |
| MLB：3年 | MLB：3年 | 243   | 651   | 600   | 65    | 133   | 38       | 1        | 23       | 242   | 68    | 0     | 2        | 0     | 1     | 41    | 0     | 9     | 151   | 7        | .222  | .281     | .403     | .684  |
| KBO：3年 | KBO：3年 | 364   | 1569  | 1367  | 192   | 388   | 97       | 1        | 50       | 637   | 222   | 0     | 2        | 0     | 7     | 175   | 4     | 20    | 177   | 36       | .284  | .372     | .466     | .838  |

- 2022年度シーズン終了時

### 年度別守備成績
| 年 度 | 球 団 | 左翼（LF） | 左翼（LF） | 左翼（LF） | 左翼（LF） | 左翼（LF） | 左翼（LF） | 右翼（RF） | 右翼（RF） | 右翼（RF） | 右翼（RF） | 右翼（RF） | 右翼（RF） |
| 年 度 | 球 団 | 試 合      | 刺 殺      | 補 殺      | 失 策      | 併 殺      | 守 備 率   | 試 合      | 刺 殺      | 補 殺      | 失 策      | 併 殺      | 守 備 率   |
| ----- | ----- | ---------- | ---------- | ---------- | ---------- | ---------- | ---------- | ---------- | ---------- | ---------- | ---------- | ---------- | ---------- |
| 2015  | HOU   | 79         | 100        | 2          | 1          | 0          | .990       | 14         | 21         | 0          | 0          | 0          | 1.000      |
| 2016  | HOU   | 19         | 19         | 0          | 1          | 0          | .950       | 3          | 4          | 0          | 0          | 0          | 1.000      |
| 2018  | CIN   | 10         | 12         | 0          | 0          | 0          | 1.000      | 0          | 0          | 0          | 0          | 0          | .          |
| 2018  | ATL   | 27         | 45         | 1          | 0          | 0          | 1.000      | 4          | 2          | 0          | 0          | 0          | 1.000      |
| '18計 | ATL   | 37         | 57         | 1          | 0          | 0          | 1.000      | 4          | 2          | 0          | 0          | 0          | 1.000      |
| MLB   | MLB   | 135        | 176        | 3          | 2          | 0          | .989       | 21         | 27         | 0          | 0          | 0          | 1.000      |

- 2018年度シーズン終了時

### 背番号
- 20（2015年 - 2016年、2018年 - 同年7月30日）
- 12（2018年8月1日 - 同年9月1日）
- 8（2018年9月3日 - 同年終了）
- 52（2019年）
- 22（2020年 - 2021年）